# 賈充
贾充（217年—282年5月19日），字公闾，平阳郡襄陵县（今山西襄汾县）人，曹魏豫州刺史贾逵之子，是三国時代仕於魏國和西晋的大臣。西晉建國功臣，司馬昭和司馬炎的心腹，其女兒賈褒及賈南風分別嫁予司馬炎弟司馬攸及兒子司馬衷，與皇室結為姻親，地位顯赫，諡號武公。

## 生平

### 立助司馬
賈逵晚年生下賈充，至太和二年（228年）賈逵病死時，賈充尚未成年，而在居喪時已得孝名。賈充承襲父親陽里亭侯爵位。後入仕曹魏，任尚書郎，典定法律法令，兼任度支考課。再遷任黃門侍郎、汲郡典農中郎將。後參大將軍（司馬師）軍事，於正元二年（255年）隨司馬師前往討伐據壽春發動叛亂的毌丘儉和文欽。司馬師病勢嚴重，返回許昌，留賈充督諸軍。戰後司馬師即因病逝世，司馬昭在傅嘏的安排下回洛陽接掌權力，賈充留在許昌監諸軍事，增邑三百五十戶。

### 計剋敵陷
司馬昭接掌權力後，任賈充為大將軍司馬，轉右長史。當時司馬昭新掌朝政，怕方鎮的將領有異議，賈充就建議他派僚屬慰勞四征將軍。建議實行時賈充本人就獲指派負責往征東大將軍諸葛誕那裡，他在與諸葛誕談論時事時故意試探說：「洛陽的賢人們，都同意皇帝禪讓，這您知道的。您認為如何？」但遭到諸葛誕厲聲指責：「你不是賈逵的兒子！你世代受曹魏的恩惠，怎可以辜負國家，欲將曹魏江山給了人？這話我根本聽不下去。如果洛陽皇帝有難，我會力搏一死。」賈充沉默不言，回去後對司馬昭說：“諸葛誕在揚州，早有威名，能得人死力。看他略顯規模，必然反叛。如今征討反而是小事，若事情遲了必大禍。”司馬昭在甘露二年（257年）徵諸葛誕為司空，諸葛誕果然反叛。賈充遂跟隨司馬昭征討，並獻計以深溝高壘攻城以遏制諸葛誕麾下銳兵，得司馬昭聽從。壽春被攻陷後，司馬昭登壘獎勞賈充，然後先行回洛陽，留賈充處理南方的事務。賈充因功進封宜陽鄉侯。後遷廷尉。

### 悖逆弒君
後轉任中護軍。甘露五年（260年），魏帝曹髦忿恨司馬昭獨專朝政，領兵衝擊司馬昭，賈充率眾在南闕抵抗，曹髦拔劍攻擊，眾人不敢傷害皇帝，並要退避；賈充命太子舍人成濟刺殺曹髦，成濟即以戈刺死曹髦。曹髦死20日後，司馬昭在輿論激憤下召會群臣商討如何交代事件，陳泰建議誅殺主謀行刺的賈充，司馬昭不願意，改誅殺成濟三族。贾充母亲不知道贾充也有参与，大骂逆贼弑君，闻者笑之。曹奐隨後被立爲皇帝，賈充進封安陽鄉侯，統領城外諸軍，加散騎常侍。景元五年（264年），滅蜀後的鍾會在成都謀反，賈充以中護軍假節、都督關中、隴右諸軍事，到漢中駐守，未到成都鍾會就因士兵叛變而敗死。
後賈充回朝參與朝廷機密，與裴秀、王沈、羊祜、荀勖等都被司馬昭重用。賈充又被指命制定新法律。後假金章，又獲賜一座豪華大宅。建五等爵後，封為臨沂侯。咸熙二年（265年），司馬昭病重，臨死前向世子司馬炎指明賈充可輔助他。司馬炎繼位晉王後，任命賈充為晉國衛將軍、儀同三司、給事中，改封臨潁侯。同年司馬炎稱帝，拜賈充車騎將軍、散騎常侍、尚書僕射，封魯郡公。賈充所制定的新律《泰始律》頒布後，百姓都讚揚新法便利，司馬炎下詔讚賞，賜賈充子弟一人關內侯。及後賈充又替代裴秀，加領尚書令。後解任散騎常侍，改任侍中。至賈充母親逝世，賈充治喪離職後，司馬炎派黃門侍郎前去慰問，及後以東吳邊境有事，派典軍將軍楊囂宣告諭旨，命他六十日內復職。後東吳將領孫秀來降，任驃騎大將軍，司馬炎以賈充是舊臣，打算將車騎將軍與驃騎將軍地位對調，因賈充辭讓而未成。咸寧三年（277年），司馬炎將沛國公丘縣撥入其封地中，寵幸大得連朝臣都側目。

### 諂諛陋質
當時侍中任愷、中書令庾純等剛直守正的官員厭惡賈充的為人。賈充的女兒賈褒成了齊王司馬攸的王妃，朝中亦多結黨羽，二人害怕賈充勢力日後會更盛。賈充後來不欲任愷繼續親近皇帝，推舉任愷任東宮官屬，意圖削去他侍中一職，但司馬炎讓任愷加任太子少傅，仍留侍中。泰始七年（271年），任愷趁鮮卑禿髮樹機能侵擾秦州和雍州，向司馬炎建議讓一個有威望和智謀的重臣前去鎮撫邊族，首推賈充。在庾純支持下，司馬炎任命賈充加都督秦涼二州諸軍事，出鎮長安。賈充深恨任愷。後荀勖獻計，要賈充以其女賈南風為太子司馬衷完婚，賈充才得以留居洛陽。賈充後遷任司空，繼續任侍中、尚書令、車騎將軍領兵。後轉任太尉、行太子太保、錄尚書事。
賈充得到人獻計，故意稱讚任愷，推薦任愷處理選舉事。司馬炎任命任愷為吏部尚書，任愷事務繁忙，與司馬炎見面機會減少。賈充和他的黨羽多番誣陷和中傷任愷，令他多次被免官，再也上不到高位。

### 疾懼進滅
咸寧五年（279年）冬，司馬炎發動晉滅吳之戰，命賈充使持節、假黃鉞、大都督，總統六軍。賈充怕會失敗，反對出兵，但司馬炎堅持，更威脅若賈充不肯，他便要御駕親征。賈充被逼接受任命，領中軍南屯襄陽，為諸軍節度。次年，東吳在荊州的諸將皆已投降，賈充被指命移駐項縣。此時，賈充又上表要求罷兵，認為東吳不能一舉覆滅，而戰事一旦延續下去會有疫病在軍中流行的危機。其時朝內的荀勖亦上奏與賈充相類的奏表，但不為司馬炎所納。賈充使者持表至轘轅關時，吳末帝孫皓經已投降，最終賈充的上表與建業速遞的捷報竟同時傳回洛陽。因為賈充原本就反對攻吳，而期間又曾進諫退兵，可是結果卻是東吳覆亡，賈充於是十分害怕，打算請罪，但司馬炎只作安撫而不問罪；可是朝野卻認為賈充表現得智謀低下。

### 遂階榮命
太康三年（282年），賈充病重，交出印綬退位。司馬炎派侍臣問候，又派太醫醫治，皇太子以至宗室都來探望賈充。同年四月庚午日（5月19日）賈充病逝，时年66。賈充病重時害怕死後會得壞的諡號，侄子賈模則說：「是非久自見，不可掩也。（是非功過自有評論，無法掩飾的。）」博士秦秀商議諡號時，認為賈充應諡荒公，司馬炎不肯，聽從博士段暢的意見，諡為武公。賈充死後，司馬炎十分傷心，追贈他太宰並大加賞賜，葬禮依從霍光和司馬孚的形式，更給一頃墓地。

## 性格特徵
- 賈充甚為喜好推薦士人，每舉薦一人都會好好關顧他，因而得到很多士人依附。賈充無為公的節操，不能以身作則地領導屬下，反而靠奉承別人來取得人支持，如司馬炎舅父王恂曾謗毁賈充，但賈充仍然推舉王恂。
- 賈充十分畏懼郭槐。當日李豐被誅而牽連妻子李婉被流放，西晉建立後獲赦回來。但當時賈充已另娶郭槐，司馬炎特地詔命他置左右夫人，互為平妻；但郭槐大怒，向賈充說不願李婉和她並列，於是賈充就向司馬炎謙讓辭謝，但實際上是怕郭槐而已。

## 逸事
- 賈充出生時，賈逵說賈充後當有充閭之慶（光大門楣），於是將他的名字改為賈充，表字為公閭。
- 孫皓投降後，遷移到洛陽。在宴會時，賈充打算以孫皓的暴政羞辱他，說：「聞君在南方鑿人目，剝人面皮，此何等刑也？（我聽說你在東吳時，有挖人眼珠和剝人臉皮的刑罰，這是甚麼樣的刑罰呀？）」孫皓於是答：「人臣有弒其君及奸回不忠者，則加此刑耳。（那些殺害君主，奸惡不忠的臣子就要受這種刑。）」反諷賈充弒殺曹髦之罪。

## 評論
- 诸葛诞：“卿非贾豫州子？世受魏恩，如何负国，欲以魏室输人乎？”[8]
- 孙皓：“人臣有弑其君及奸回不忠者。”（《资治通鉴·卷第七十七》）
- 司马炎：“车骑将军贾充，奖明圣意，谘询善道。”“侍中、守尚书令、车骑将军贾充，雅量弘高，达见明远，武有折冲之威，文怀经国之虑，信结人心，名震域外。使权统方任，绥静西境，则吾无西顾之念，而远近获安矣。”（《晋书·列传第十 》）
- 潘岳：“年逾知命，位極人臣，家無餘祿，貴而食貧。”（《賈充誄 》）
- 秦秀：“充悖禮溺情，以亂大倫。鄫養外孫莒公子為後，《春秋》書『莒人滅鄫』。絕父祖之血食，開朝廷之亂源。”（《国学原典·史部·资治通鉴·卷第八十一》）
- 庾純：“賈充！天下兇兇，由爾一人！”（《晋书·列传第二十》）
- 傅暢《晉諸公贊》：“高贵乡公（指曹髦）之难，司马文王（司馬昭）赖(賈)充以免。”（裴注《三國志·賈逵傳》）
- 房玄龄《晉書》：“賈充以諂諛陋質，刀筆常材，幸屬昌辰，濫叨非據。抽戈犯順，曾無猜憚之心，杖越推亡，遽有知難之請，非惟魏朝之悖逆，抑亦晉室之罪人者歟！然猶身極寵光，任兼文武，存荷台衡之寄，沒有從享之榮，可謂無德而禒，殃將及矣。逮乎貽厥，乃乞丐之徒，嗣惡稔之餘基，縱姦邪之凶德。煽戡哲婦，索彼惟家，雖及誅夷，曷云塞責。昔當塗闕翦，公閭實肆其勞，典午分崩，南風亦盡其力，可謂‘君以此始，必以此終’，信乎其然矣。”“公閭便佞，心乖雅正。邀遇時來，遂階榮命。乞丐承緒，凶家亂政。”
- 李世民：“故贾充凶竖，怀奸志以拥权；杨骏豺狼，包祸心以专辅。”（《晋书·帝纪第三》）
- 李德裕：“晋氏倾夺魏国，初有天下，其将相大臣，非魏之旧臣，即其子孙，所寄心腹，惟贾充而已。充亦非忠於君者，自以成济之事，与晋室当同休戚，此羊祜所以愿留也。”（《羊祜留贾充论》）
- 苏轼：“昔贾充用事，天下忧恐，而庾纯、任恺，戮力排之。及充出镇秦凉，忠臣义士，莫不相庆，屈指数日，以望维新之化。而冯忱之徒，更相告语曰：‘贾公远放，吾等失势矣。’于是相与献谋而充复留。则晋氏之乱，成于此矣。自古惟小人为难去。何则？去一人而其党莫不破坏。是以为之计谋游说者众也。”（《苏轼文集》）
- 王应麟：“晋之篡魏以贾充，其亡亦以充。”（《困学纪闻·考史》）
- 郝经：“王沈、贾充皆世飨魏禄，朋扇簒窃亲为弑逆，首倡禅代，校诸逆党师昭之次也。……彼方屑屑于饮食起居之间，辄敢党贼簒弑，自陷大逆。如充成济之事，竟欺其母，不使之知，忍闻逆贼之骂，又焉得为孝乎？荀勖、冯紞谄附于充，夤缘势位，沽衔小慧，协图大奸，立贾后、出齐王，深树祸本，宋邵雍有言：‘晋室之祸不在于石勒长啸上东门时，在荀勖夕阳亭之一语。’呜呼！既亡魏又亡晋复亡中国，既覆贾氏，又覆荀氏，小人患失一至此哉。”（《续后汉书》）
- 王夫之：“充知吴之必亡，而欲留之以为己功，其蓄不轨之志已久，特畏难而未敢发耳。乃平吴之谋始于羊祜，祜卒，举杜预以终其事，充既弗能先焉，承其后以分功而不足以逞，惟阻其行以俟武帝之没，己秉国权，而后曰吴今日乃可图矣，则诸将之功皆归于己，而己为操、懿也无难。”“晋感充之弑君以戴己，而不早为之防，求其免于乱也难矣。所幸充死七年而武帝始崩，贾谧庸才，且非血胤，不足以为司马昭耳。不然，高贵乡公之刃，岂有惮而不施之司马氏乎？女子犹足以亡晋，充而在，当何如也？”（《读通鉴论》）

## 家庭

### 父母
- 賈逵，賈充父，曹魏豫州刺史。
- 柳氏，賈充母，賈充封魯郡公時獲封為魯國太夫人。

### 兄弟
- 賈混，賈充弟弟，封永平侯，歷任宗正卿、鎮軍將軍，領城門校尉，加侍中。

### 妻子
- 李婉，李豐之女。
- 郭槐，郭配之女，廣城君。性妒，曾先後以為賈充與賈充兩名兒子的乳娘有私情，都將她們殺害，間接令賈充兩名兒子因思念自小信賴的乳娘而夭折。又不許賈充迎歸來的李婉回來。

### 侄兒
- 賈彝，西晉黃門郎。
- 賈遵，西晉黃門郎。
- 賈模，西晉官至侍中、加光祿大夫。後被賈后逼害。

### 子女

#### 子
- 賈黎民，三歲時因郭槐殺他信任的乳娘，思念過度而發病早死。
- 幼子，名不詳，滿一歲時也因乳母被殺，思念過度而死。

#### 女
- 賈褒，賈充及李婉的長女，一名荃。嫁齊王司馬攸。
- 賈裕，賈充及李婉的次女，一名濬。
- 賈南風，賈充與郭槐的長女，嫁司馬衷，後被立為皇后。
- 賈午，賈充幼女，嫁韓壽。

### 孫兒
- 賈謐，賈充外孫，母賈午。因賈充無子嗣而入嗣。官至侍中。因與賈南風合謀而被趙王司馬倫殺害。

## 藝術形象

### 影視
- 1994年電視劇《三國演義》：韩新民
- 1998年电视剧《乱世妖后》：沈保平

### 遊戲
- 真三國無雙系列/無雙OROCHI系列（光榮公司開發，高橋廣樹配音）

## 延伸阅读
[在维基数据编辑]
 在维基文库阅读此作者作品
 《晉書/卷040》，出自房玄齡《晉書》